# ブロディ・バンワゲネン
ブロディ・バンワゲネン（Brodie Van Wagenen 1974年3月9日 - ）は、アメリカ合衆国の元スポーツエージェント。2018年からはMLBのニューヨーク・メッツのゼネラルマネージャー（GM）を務めていたが、新オーナーになってから1時間余りで解雇された。

## 経歴
スタンフォード大学時代に野球を外野手としてプレーしていた。
その後は大手エージェンシーのクリエイティヴ・アーティスツ・エージェンシー（CAA）の野球部門で選手の代理人をとして活動する。
主なクライアントにヨエニス・セスペデス、ジェイコブ・デグロム、ノア・シンダーガード、ティム・ティーボウなどニューヨーク・メッツに在籍している選手も多く、そこからオーナーであるフレッド・ウィルポンとの親交が深まっていく。
2018年シーズン終了後、前述のウィルポンとの縁でメッツのGMに就任した。直後から、元々代理人を担当していたロビンソン・カノとこの年57セーブのエドウィン・ディアスをシアトル・マリナーズから獲得するなど積極的な補強に動いている
。
自身がエージェントを務めていた高額年俸の選手を多数獲得して、利益相反として問題視されていた。